# Mae Ramat (huyện)
Mae Ramat (tiếng Thái: แม่ระมาด) là một huyện (amphoe) ở vùng tây bắc thuộc tỉnh Tak, miền nam Thái Lan.

## Lịch sử
Khu vực Mae Ramat bị người Karen chiếm trong 100 năm. Nhiều người từ các tỉnh miền bắc Thái Lan đã đến đây lập làng mới. Sau này làng thành tambon Mae Ramat. Chính quyền đã nâng cấp tambon thành một tiểu huyện (king amphoe) năm 1897. Tiểu huyện đã được nâng cấp thành huyện năm 1951.

## Địa lý
Các huyện giáp ranh (từ phía tây bắc theo chiều kim đồng hồ): Tha Song Yang thuộc tỉnh Tak, Omkoi thuộc tỉnh Chiang Mai, Sam Ngao, Ban Tak, Mueang Tak và Mae Sot thuộc tỉnh Tak, bang Kayin của Myanmar.
Vườn quốc gia Khun Phra Wo (อุทยานแห่งชาติขุนพระวอ) nằm ở huyện Mae Ramat.
Sông chảy qua huyện là sông Mae Ramat.

## Hành chính
Huyện này được chia thành 6 phó huyện (tambon), các đơn vị này lại được chia ra thành 57 làng (muban). Có hai thị trấn (thesaban tambon) - Mae Ramat và Mae Chao Rao, mỗi đơn vị nằm trên một phần của tambon cùng tên. Có 6 Tổ chức hành chính tambon.
| 1. | Mae Ramat  | แม่ระมาด |  |
| 2. | Mae Charao | แม่จะเรา |  |
| 3. | Khane Chue | ขะเนจื้อ  |  |
| 4. | Mae Tuen   | แม่ตื่น    |  |
| 5. | Sam Muen   | สามหมื่น  |  |
| 6. | Phra That  | พระธาตุ  |  |